# 马里奥·邦格
马里奥·奥古斯托·邦格（西班牙語：Mario Augusto Bunge，1919年9月21日—2020年2月24日）是阿根廷-加拿大双重国籍德国裔物理学家、分析哲学家和公共知识分子，当代西语美洲思想界的领军人物。他在物理学上支持公理化，并提出了量子力学的实在主义诠释。他的哲学体系具有唯物主义、实在主义、科学主义、系统主义、涌现主义、动态主义、人文主义、精确性等特色，且在一般科学哲学、物理学哲学和社会科学哲学领域有很大影响。
尽管邦格的母语是西班牙语，但他以德语念自己的姓氏Bunge。

## 家庭
邦格母亲这一脉是德国人，外公是火车站站长，外婆是家庭主妇，母亲玛丽·邦格（原姓米泽尔）则是护士，曾被派往清朝末年的德国殖民地——青岛和胶州工作。邦格父亲那一脉的家世非常显赫，他们也有德国血统，再往上追溯则是瑞典人（维京人）的后裔。邦格的爷爷奥克塔维奥·邦格是法学博士，曾是阿根廷最高法院的大法官，并担任了约一年半的临时院长，奶奶是乌拉圭籍的巴斯克人后裔。父亲奥古斯托·邦格是医学博士，当过20年的阿根廷众议员，还出版过包括《浮士德》在内的多部作品的西班牙语译本。
邦格的第一任妻子原名胡利娅·莫利纳-贝迪亚（1912–1985），是建筑师，两人育有两子，分别名为卡洛斯（物理学家）和小马里奥（数学家）。第二任妻子原名玛尔塔·伊雷妮·卡瓦洛（1938–2022），是麦吉尔大学荣休数学教授，她在大学时期曾旁听过邦格的哲学课，后来不顾父母的反对而与邦格私奔成婚。两人育有一子一女，分别名为埃里克（建筑师）和西尔维娅（心理学家）。邦格共有10个孙辈和10个曾孙辈。
社会学家马克斯·韦伯的夫人玛丽安妮·韦伯是邦格的远房亲戚。

## 生平
1919年9月21日，邦格出生于阿根廷布宜诺斯艾利斯。由于他的父母想把他培养成“世界公民”，所以他从小就研读各种欧洲语言的作品，最终通晓西班牙语、英语、法语、德语、意大利语和拉丁语这六门语言。
在少年时代，邦格的爱好是哲学、物理学和心理学。由于对爱丁顿和金斯的唯心主义物理学哲学颇为不满，他决定学习物理学以反驳他们的理论。因此，在学了一年的化学而感到无趣后，他在拉普拉塔国立大学转读物理学。
1943年，邦格在吉多·贝克的指导下开始攻读博士。1944年和1945年，他分别在Physical Review和Nature发表文章。1952年，他获得拉普拉塔国立大学物理-数学系的博士学位，其博士论文在相对论性量子力学的框架下探索了电子的运动学，并在1960年正式出版。
1953年，邦格接受戴维·玻姆的邀请，以其为导师前往巴西圣保罗的国家研究委员会做博士后。1954年，邦格从圣保罗返回布宜诺斯艾利斯，以贝尔纳多·奥赛为导师，在埃内斯托·圣马里纳基金会做第二个博士后。
1956年，邦格同时在布宜诺斯艾利斯大学和拉普拉塔国立大学教授理论物理学，之后还在布宜诺斯艾利斯大学教授哲学。
1966年，邦格和他的第二任夫人玛尔塔·邦格加入了加拿大的麦吉尔大学。从此，邦格在该校的哲学系任教，后来成为了加拿大归化公民。1969年至2000年，邦格担任麦吉尔大学科学的基础与科学哲学小组组长，并从1981年起担任约翰·弗罗辛厄姆逻辑学与形而上学讲席教授，直至2009年荣休。在整个任教生涯中，除了阿根廷和加拿大之外，邦格访问过15个国家的20多所大学和研究机构，获得了22个荣誉博士学位和5个荣誉教授职位。
退休后的最初几年，邦格每年都定期回到布宜诺斯艾利斯大学讲学。2011年，邦格及其夫人访问了中国，在北京大学、清华大学、中国科学院和中共中央党校共做了五场讲座。2013年，他访问了巴拉圭。2014年，他访问了奥地利。
2020年2月24日，邦格在加拿大蒙特利尔去世。
塞万提斯奖得主埃内斯托·萨瓦托是邦格在拉普拉塔国立大学物理-数学系的学长。塞万提斯奖得主豪尔赫·路易斯·博尔赫斯与邦格是布宜诺斯艾利斯大学哲学与文学系的同事。
邦格过世后，他的夫人玛尔塔·邦格承担了运费，将其藏书捐赠给阿根廷国家图书馆。2025年5月25日至10月31日，阿根廷国家图书馆的图书与语言博物馆（Museo del Libro y de la Lengua）举办了“马里奥·邦格：思考的激情”（Mario Bunge: La pasión pensante）展览。

## 荣誉
邦格获得的奖项包括：1965年联邦德国的亚历山大·冯·洪堡基金，1969年加拿大的基勒姆基金，1971年美国的古根海姆基金；1982年西班牙的阿斯图里亚斯亲王交流与人文奖，2008年伯特兰·罗素学会奖，2014年奥地利的路德维希·冯·贝塔朗菲复杂性思维奖，1986年和2016年阿根廷的科奈克斯基金会人文奖。
邦格于1984年成为美国科学促进会会士，1992年成为加拿大皇家学会会士，2000年成为阿根廷国家科学院通讯院士，并在百岁后获得“功勋院士”证书。在哲学界，邦格分别于1965年和1969年成为国际科学哲学院与国际哲学院的院士，还担任过前者的副主席。邦格也是国际人文主义院院士和“桂冠人文主义者”。1979年，邦格担任联合国发展项目的顾问。2011年，他入列美国科学促进会的“科学名人堂”。在西班牙的Filosofía Hoy于2012年评出的当今世界最伟大的12位“思想巨人”中，邦格是唯一一位以西班牙语为母语的入选者。
邦格还是科学哲学会、英国科学哲学会、加拿大哲学会、美国社会学会、纽约科学院、委内瑞拉认识论协会和世界未来研究联合会的会员，怀疑论调查委员会的委员，魁北克怀疑论者协会和全球可持续信息学会研究所的顾问，以及伯特兰·罗素学会、巴拿马科学促进会、厄瓜多尔自然科学会和巴拉圭理性主义协会的荣誉会员。

### 邦格参与的拉美学术建设
1938年，邦格创办了阿根廷工人大学，后来担任了校长。1943年阿根廷发生政变，该大学被新的劳工部长胡安·庇隆下令关闭。1944年，邦格创办了哲学杂志《密涅瓦》，但一年后它因经费和来稿稀缺而夭折。
邦格也是阿根廷物理学会（1944年至今）、河床逻辑学与科学哲学会（始于1956年，现已解散）、乌拉圭逻辑学与科学哲学小组（始于1962年，现已解散）、精确哲学学会（1971年至今）和墨西哥认识论协会（始于1976年，现已解散）的创始元老。
邦格是著名哲学家蒯因的《新逻辑的意义》一书的西班牙语译者。此外，他还翻译出版过诺贝尔物理学奖得主玻恩的科普读物《永不停息的宇宙》的西班牙语译本。

## 英文著作（以最后出版的版本为准）

### 专著、文集
1959. Metascientific Queries. Springfield, I.L.: Charles C. Thomas Publisher.
1962. Intuition and Science. Englewood Cliffs, N.J.: Prentice Hall.
1963. The Myth of Simplicity: Problems of Scientific Philosophy. Englewood Cliffs, N.J.: Prentice Hall.
1967. Foundations of Physics. Berlin: Springer.
1973. Method, Model and Matter. Dordrecht: Reidel.
1973. Philosophy of Physics. Dordrecht: Reidel.（马里奥·邦格，《物理学哲学》，颜锋、刘文霞、宋琳 译，河北科学技术出版社，2003年）
1974. Treatise on Basic Philosophy, Vol. 1: Semantics I: Sense and Reference. Dordrecht: Reidel.
1974. Treatise on Basic Philosophy, Vol. 2: Semantics II: Interpretation and Truth. Dordrecht: Reidel.
1977. Treatise on Basic Philosophy, Vol. 3: Ontology I: The Furniture of the World. Dordrecht: Reidel.
1979. Treatise on Basic Philosophy, Vol. 4: Ontology II: A World of Systems. Dordrecht: Reidel.
1980. The Mind-Body Problem: A Psychobiological Approach. Oxford: Pergamon Press.
1981. Scientific Materialism. Dordrecht: Reidel.（马里奥·本格，《科学的唯物主义》，张相轮、郑毓信 译，上海译文出版社，1989年）
1983. Treatise on Basic Philosophy, Vol. 5: Epistemology & Methodology I: Exploring the World. Dordrecht: Reidel.
1983. Treatise on Basic Philosophy, Vol. 6: Epistemology & Methodology II: Understanding the World. Dordrecht: Reidel.
1985. Treatise on Basic Philosophy, Vol. 7: Epistemology & Methodology III: Philosophy of Science and Technology Part I: Formal and Physical Sciences. Dordrecht: Reidel.
1985. Treatise on Basic Philosophy, Vol. 7: Epistemology & Methodology III: Philosophy of Science and Technology Part II: Life Science, Social Science and Technology. Dordrecht: Reidel.
1989. Treatise on Basic Philosophy, Vol. 8: Ethics: The Good and the Right. Dordrecht: Reidel.
1996. Finding Philosophy in Social Science. New Haven, C.T.: Yale University Press.（马里奥·邦格，《在社会科学中发现哲学》，吴朋飞 译，科学出版社，2018年）
1998. Social Science under Debate: A Philosophical Perspective. Toronto: University of Toronto Press.
1998. Philosophy of Science, Vol. 1: From Problem to Theory, revised ed. New Brunswick, N.J.: Transaction Publishers.
1998. Philosophy of Science, Vol. 2: From Explanation to Justification, revised ed. New Brunswick, N.J.: Transaction Publishers.
1999. The Sociology-Philosophy Connection. New Brunswick, N.J.: Transaction Publishers.（马里奥·邦格，《哲学与社会学的联系》，董杰旻 译，格致出版社，2024年）
(ed. Martin Mahner) 2001. Scientific Realism: Selected Essays of Mario Bunge. Amherst, N.Y.: Prometheus Books.
2001. Philosophy in Crisis: The Need for Reconstruction. Amherst, N.Y.: Prometheus Books.
2003. Emergence and Convergence: Qualitative Novelty and the Unity of Knowledge. Toronto: University of Toronto Press.（马里奥·邦格，《涌现与汇聚：新质的产生与知识的统一》，李宗荣、李成芳等 译，人民出版社，2019年）
2006. Chasing Reality: The Strife over Realism. Toronto: University of Toronto Press.
2009. Political Philosophy: Fact, Fiction, and Vision. New Brunswick, N.J.: Transaction Publishers.
2009. Causality and Modern Science, 4th ed. New Brunswick, N.J.: Transaction Publishers.
2010. Matter and Mind: A Philosophical Inquiry. Dordrecht: Springer.
2012. Evaluating Philosophies. Dordrecht: Springer.
2013. Medical Philosophy: Conceptual Issues in Medicine. Singapore: World Scientific Publishing Company.
2017. Doing Science: In the Light of Philosophy. Singapore: World Scientific Publishing Company.（马里奥·邦格，《搞科学：在哲学的启示下》，范岱年、潘涛 译，浙江大学出版社，2022年）
2018. From a Scientific Point of View: Reasoning and Evidence Beat Improvisation across Fields. Newcastle: Cambridge Scholars Publishing.

### 合著
(with Rubén Ardila) 1987. Philosophy of Psychology. New York, N.Y.: Springer.
(with Martin Mahner) 1997. Foundations of Biophilosophy. Berlin: Springer.

### 编著
(ed.) 1967. Delaware Seminar in the Foundations of Physics. Berlin: Springer.
(ed.) 1967. Quantum Theory and Reality. Berlin: Springer.
(ed.) 1971. Problems in the Foundations of Physics. Berlin: Springer.
(ed.) 1973. Exact Philosophy: Problems, Tools, and Goals. Dordrecht: Reidel.
(ed.) 1973. The Methodological Unity of Science. Dordrecht: Reidel.
(ed. with Johan Galtung and Mircea Malitza) 1977. Mathematical Approaches to International Relations (2 volumes). Bucharest: Romanian Academy of Social and Political Sciences.
(ed. with William Shea) 1979. Rutherford and Physics at the Turn of the Century. New York, N.Y.: Dawson and Science History Publications.
(ed.) 1998. Critical Approaches to Science and Philosophy: Essays in Honor of Karl R. Popper. New Brunswick, N.J.: Transaction Publishers.

### 词典
2003. Philosophical Dictionary, enlarged ed. Amherst, N.Y.: Prometheus Books.

### 回忆录
2016. Between Two Worlds: Memoirs of a Philosopher-Scientist. Cham: Springer Nature.

## 政治立场
邦格支持民主社会主义，属于西方语境下的左翼自由派，对西方保守派和新自由主义都持批判态度，也长期批评马克思主义和共产主义。邦格在16岁时加入了阿根廷共产党，但他渐渐地对之失去了信心。1947年，他被阿根廷共产党开除。不过，邦格批评马克思主义和共产主义的原因不是出于政治经历，而是出于学术的角度。
1980年，邦格在麦吉尔大学哲学系第一个开设关于马克思主义哲学的课程。从那时起，他在诸多英语和西班牙语作品中都对马克思主义展开了学术批评。
2011年，邦格受邀访华。在到达北京的第二天早上，一位来自中国官方新闻机构的记者向他询问对中国社会主义的看法。邦格回答，迄今为止他只看到这家酒店的早餐厅，但从他在西方出版物上读到的情况来看，中国没有社会主义的痕迹，阿根廷倒有一些，因为那里的医保和教育都是免费的。记者便陷入窘境，不再进一步提问。
在访华过程中，邦格在中共中央党校做了题为“从辩证唯物主义到系统唯物主义”的讲座。整场讲座从本体论、认识论、伦理学、政治哲学和社会哲学五个层面，批评了马克思主义。在这场讲座和正式出版、发表的其他作品里，邦格提出的观点主要有：马克思主义的论证方式非常低级，就是靠举例子，而且没意识到它的许多命题存在大量反例；辩证法的核心概念（如“矛盾”“对立”）都没有精确的定义，三条核心的“辩证法规律”（对立统一、量质互变、否定之否定）都说不通且与现代科学不符；马克思主义过于“好斗争胜”，毛泽东发动文化大革命就是因为他错误地相信“矛盾”推动人类社会进步，解决了主要矛盾后中国就面临停滞不前的危险，所以必须继续革命下去；马克思主义把形式逻辑视为辩证逻辑的静态特例，但辩证逻辑其实是本体论/形而上学，由于本体论/形而上学关注物质事物而逻辑学关注概念事物，两者的指称项都不一样，所以不可能一个是另一个的特例，把形式逻辑视为辩证逻辑的特例，这说明马克思主义辩证法是唯心主义而非唯物主义；马克思主义知识理论（“反映论”）与很多科学知识的反直觉特色不符；马克思主义主张“所有知识都是相对的”时，涉嫌把“变化的”与“相对的”混为一谈，故而有走向认识论相对主义的风险；马克思主义科学社会学家（如鲍里斯·赫森）夸大了社会环境的影响，且它经常错误地给中立性的基础科学贴上“资产阶级科学”或“无产阶级科学”的标签，这既导致马克思主义国家都搞审查制度，也导致数理逻辑、现代遗传学、狭义相对论与广义相对论、量子力学、量子化学、认知神经科学和社会学在马克思主义国家都受到过打压；历史唯物主义教条地赋予经济因素以决定性地位，且与马克思主义在心灵哲学上坚持心/身二元论相似的是，历史唯物主义始终坚持经济基础与上层建筑的二分法，所以它不是一致的唯物主义，而是经济/文化二元论；马克思主义功利主义比资产阶级功利主义更糟糕，因为后者（如爱尔维修、边沁和密尔）提倡的是“最多数人的最大快乐”，但前者倡导的“无产阶级专政”等于让持不同政见者受苦，而且没有任何马克思主义者明确说过“无产阶级专政”将通过什么机制消亡，所以“无产阶级专政将消亡”的承诺纯粹是空话；马克思主义高估了黑格尔哲学的价值，没有剔除后者内在的蒙昧主义，恩格斯甚至重复了黑格尔作品里的一些科学错误，所以马克思主义其实既继承了启蒙运动和法国大革命的进步主义，又延续了黑格尔的蒙昧、反科学的哲学，导致了自身的不一致；马克思主义哲学家的学问非常教条，基本就是以经院神学的风格钻研相关经典著作以及批评资本主义，对自己身边的社会现实都不闻不问，这就是为什么东欧剧变和苏联解体曾令整个共产主义阵营措手不及。基于上述观点，邦格认为如今的马克思主义是过时且有害的哲学。
邦格在晚年谈到，他非常后悔自己年轻时会相信马克思主义。他太晚才意识到，共产主义根本不是社会主义。共产党国家只实现了生产资料的国有化，但没有将其社会化，而且它们非常排斥合作社所有制，所以它们其实把社会主义与国家主义混为一谈。并且共产党国家都是威权的，而“威权社会主义”“民主集中制”都是矛盾修辞法。此外，邦格还认为民主不能局限于政治，还应扩大到经济、文化、环境等领域，故而提倡“齐全民主”。
邦格年轻时是反庇隆主义者（阿根廷语境下的“大猩猩”），也因此遭受过被罚款、解职乃至拘留等苦难。但他晚年承认，庇隆主义其实有好的地方。另外，邦格晚年也后悔自己曾反对给予女性参政权。

### 邦格作品的中译
没有任何迹象表明邦格在中共中央党校的讲座对中国产生了任何影响。相反，邦格的诸多著作和论文在中国被翻译出版时，涉及马克思、恩格斯、列宁、斯大林、毛泽东、马克思主义、社会主义、共产主义、苏联等内容的字段经常出现删减或改动。邦格过世后，他的夫人成为其思想继承人。在得知《辩论中的社会科学》（Social Science under Debate）中译本会遭到删减和改动后，她表达了强烈反对，并指出“马里奥的书有多种语言的译本，从没有人提出过任何改变的要求”。在她的强烈反对下，这本书的中译本出版计划最终被取消了。